# Courant calcique de type P/Q
Le courant calcique de type P/Q est un courant impliqué dans la transmission synaptique.